# مایکل هارفورث
مایکل هارفورث (انگلیسی: Michael Harforth؛ زادهٔ ۹ فوریهٔ ۱۹۵۹) بازیکن فوتبال اهل آلمان است.
از باشگاه‌هایی که در آن بازی کرده‌است می‌توان به باشگاه فوتبال هانوفر ۹۶، باشگاه فوتبال فرایبورگر، باشگاه فوتبال کارلسروهه، باشگاه فوتبال دارمشتات ۹۸، و باشگاه فوتبال دویسبورگ اشاره کرد.